# Sepedon saegeri
Sepedon saegeri är en tvåvingeart som beskrevs av Verbeke 1950. Sepedon saegeri ingår i släktet Sepedon och familjen kärrflugor. Inga underarter finns listade i Catalogue of Life.